# Assad Zaman
Pour les articles homonymes, voir Zaman (homonymie).
 (août 2024).
La mise en forme du texte ne suit pas les recommandations de Wikipédia : il faut le « wikifier ».
Les points d'amélioration suivants sont les cas les plus fréquents. Le détail des points à revoir est peut-être précisé sur la page de discussion.
- Les titres sont pré-formatés par le logiciel. Ils ne sont ni en capitales, ni en gras.
- Le texte ne doit pas être écrit en capitales (les noms de famille non plus), ni en gras, ni en italique, ni en « petit »…
- Le gras n'est utilisé que pour surligner le titre de l'article dans l'introduction, une seule fois.
- L'italique est rarement utilisé : mots en langue étrangère, titres d'œuvres, noms de bateaux, etc.
- Les citations ne sont pas en italique mais en corps de texte normal. Elles sont entourées par des guillemets français : « et ».
- Les listes à puces sont à éviter, des paragraphes rédigés étant largement préférés. Les tableaux sont à réserver à la présentation de données structurées (résultats, etc.).
- Les appels de note de bas de page (petits chiffres en exposant, introduits par l'outil «  Source ») sont à placer entre la fin de phrase et le point final[comme ça].
- Les liens internes (vers d'autres articles de Wikipédia) sont à choisir avec parcimonie. Créez des liens vers des articles approfondissant le sujet. Les termes génériques sans rapport avec le sujet sont à éviter, ainsi que les répétitions de liens vers un même terme.
- Les liens externes sont à placer uniquement dans une section « Liens externes », à la fin de l'article. Ces liens sont à choisir avec parcimonie suivant les règles définies. Si un lien sert de source à l'article, son insertion dans le texte est à faire par les notes de bas de page.
- La présentation des références doit suivre les conventions bibliographiques. Il est recommandé d'utiliser les modèles {{Ouvrage}}, {{Chapitre}}, {{Article}}, {{Lien web}} et/ou {{Bibliographie}}. Le mode d'édition visuel peut mettre en forme automatiquement les références.
- Insérer une infobox (cadre d'informations à droite) n'est pas obligatoire pour parachever la mise en page.

Pour une aide détaillée, merci de consulter Aide:Wikification.
Si vous pensez que ces points ont été résolus, vous pouvez retirer ce bandeau et améliorer la mise en forme d'un autre article.
Assad Zaman est un acteur britannique, né le 10 mai 1990. Il est connu pour son travail au théâtre, ainsi que ses rôles dans des productions audiovisuelles comme le thriller Apple Tree Yard (2017), la série historique Hôtel Portofino (2022-2023) et l'adaptation par AMC du livre d'Anne Rice Entretien avec un vampire depuis 2022.

## Jeunesse et formation
Assad Zaman a grandi dans l'Ouest de la ville de Newcastle upon Tyne. Ses parents ont immigré depuis le Bangladesh vers l'Angleterre dans les années 1980,. Zaman a suivi une formation à la Manchester School of Theatre, où il a obtenu une licence en art théâtral en 2013.

## Carrière
Zaman a fait ses débuts sur les scènes de Londres en 2014, dans une production de Behind the Beautiful Flowers au National Theatre. Il a par la suite fait une première apparition à l'écran dans un épisode de Cucumber de Russell T Davies sur la Channel 4. Il part en tournée avec la pièce East is East d'Ayub Khan Din la même année.
En 2017, il incarne Sathnam dans l'adaptation BBC One de Sous influence. Il a également plusieurs rôles au théâtre: dans l'adaptation scénique de Sourires de loup de Zadie Smith au Kiln Theatre en 2018, dans The Funeral Director, en tournée, et Une maison de poupée au Lyric à Hammersmith en 2019, et dans Le Conte d'hiver en 2020. Il apparaît dans l'épisode Rouge, Blanc et Bleu de la mini-série Small Axe de Steve McQueen.
En 2020, Assad Zaman est l'un des producteurs du projet Othello, un regroupement d'acteurs racisés au sein de la Royal Shakespeare Company. Le groupe est né dans le sillage du mouvement Black Lives Matter, et est initialement conçu comme une série de monologues autonomes. Le projet a pour objectif d'utiliser le théâtre pour se confronter au racisme, en créant une plateforme pour la diffusion des voix et des histoires des personnes noires, asiatiques, ou métisses,.
En 2021, Assad Zaman joue à nouveau dans la pièce East is East, dans un rôle différent. Le spectacle est joué au Birmingham Repertory Theatre avant d'être transféré au National Theatre pour des dates supplémentaires. Il se lance dans l'écriture avec la courte pièce « Laundry », qui a été produite en 2021 dans le cadre du projet Listen Up du Théâtre Alphabetti.
A la télévision, Assad Zaman interprète ensuite le rôle du Dr Anish Sengupta dans les deux premières saisons de la série historique Hôtel Portofino. Il incarne actuellement Armand dans la série Entretien avec un vampire, produite par AMC,. Au moment de son audition initiale, la réelle identité de son personnage lui ne lui a pas été communiquée et il pensait n'auditionner que pour un rôle secondaire. Ce n'est qu'après un appel téléphonique avec le show runner Rolin Jones, durant lequel ce dernier lui a expliqué le rebondissement finale de la première saison, qu'Assad Zaman a ensuite passé plusieurs séries d'auditions supplémentaires avant d'être choisi pour le rôle d'Armand.
En juin 2024, son premier film en tant que réalisateur, The Fox and the Grapes, a été projeté au Close-Up Cinema à Londres.

## Filmographie
| Année        | Titre                         | Rôle                   | Commentaires                        |
| ------------ | ----------------------------- | ---------------------- | ----------------------------------- |
| 2015         | Cucumber                      | Tony                   | Épisode 1.6                         |
| 2015         | Behind the Beautiful Forevers | Deepak Rai             | National Theatre Live               |
| 2017         | Sous influence                | Sathnam                | Épisodes 1.1, 1.3, 1.4              |
| 2019         | Les Enquêtes de Vera          | Lee Nadella            | Épisode 9.2                         |
| 2020         | Molly, une femme au combat    | Hassan                 | Épisode 4.3                         |
| 2020         | Small Axe                     | Asif                   | Épisode 1.3 (Rouge, Blanc et Bleu)  |
| 2020         | The Saint of Southall         | Rohit                  | Court métrage                       |
| 2021         | East is East                  | Abdul Khan             | National Theatre Live               |
| 2022–2023    | Hôtel Portofino               | Docteur Anish Sengupta | Rôle récurrent                      |
| 2022–présent | Entretien avec un vampire     | Armand                 | Rôle principal                      |
| 2024         | The Fox and the Grapes        | -                      | Réalisateur, scénariste, producteur |
| 2024         | We Work for the Dead          | Parcelle               | Long métrage                        |

## Théâtre
| Year | Title                               | Role                                             | Notes                                                                    |
| ---- | ----------------------------------- | ------------------------------------------------ | ------------------------------------------------------------------------ |
| 2013 | Tyne                                | Divers                                           | Live Theatre, Newcastle                                                  |
| 2013 | Dark Woods, Deep Snow: A Grimm Tale | Luka                                             | Northern Stage, Newcastle                                                |
| 2014 | Beats North                         | Al                                               | Edinburgh Festival Fringe                                                |
| 2014 | Behind the Beautiful Forevers       | Deepak Rai                                       | Royal National Theatre, London                                           |
| 2015 | East is East                        | Saleem Khan                                      | Tournée au Royaume-Uni                                                   |
| 2016 | Le Songe d'une nuit d'été           | Demetrius                                        | New Wolsey Theatre, Ipswich                                              |
| 2016 | Arms and the Man                    | Sergius Saranoff                                 | Watford Palace Theatre, Watford                                          |
| 2017 | Salomé                              | Syrian (jeune)                                   | Royal Shakespeare Company                                                |
| 2017 | Coriolan                            | Citoyen romain / Soldat volsque /Sénateur romain | Royal Shakespeare Company                                                |
| 2018 | Jules César                         | Calpurnia / Métellus Cimber / Messala            | Royal Shakespeare Company - Série des "First Encounters"                 |
| 2018 | I Wanna Be Yours                    | Haseeb                                           | Paines Plough                                                            |
| 2018 | Sourires de loup                    | Millat Iqbal                                     | Kiln Theatre, London                                                     |
| 2019 | The Funeral Director                | Zeyd                                             | Tournée au Royaume-Uni                                                   |
| 2019 | Une maison de poupée                | Kaushik Das                                      | Lyric Theatre, London                                                    |
| 2020 | Le conte d'hiver                    | Florizel                                         | Royal Shakespeare Company                                                |
| 2021 | East is East                        | Abdul Khan                                       | Birmingham Repertory Theatre, Birmingham; Royal National Theatre, London |